# Rocky Balboa (film)
Rocky Balboa è un film del 2006 scritto, diretto e interpretato da Sylvester Stallone.
La pellicola è la sesta in ordine di produzione della saga di Rocky ideata da Stallone.
Il film è incentrato su un Rocky sessantenne e vedovo che accetta di combattere contro il campione in carica dei pesi massimi Mason "The Line" Dixon. Stallone cominciò a scrivere la sceneggiatura del film alla fine degli anni novanta, alcuni anni dopo l'insuccesso di Rocky V, ma i produttori della Metro-Goldwyn-Mayer bocciarono il progetto, ritenendo chiusa la saga. Negli anni duemila, però,  grazie all'intervento dei Revolution Studios, Stallone ottenne i fondi per il film e iniziò la stesura del copione definitivo e delle riprese.
Il film, uscito il 20 dicembre 2006 in patria e il 12 gennaio 2007 in Italia, è stato un successo di pubblico e, con un incasso di 155 milioni di dollari in tutto il mondo, è entrato nel novero dei più profittevoli film di pugilato al box office (gli altri sono i primi quattro film della saga di Rocky e Million Dollar Baby di Clint Eastwood).

## Trama
Filadelfia, 2005: Rocky Balboa ha ormai cinquantotto anni e vive da solo a Philadelphia, in quanto la moglie Adriana è morta nel 2002 a causa di un tumore, e gestisce un ristorante chiamato "Adrian's".
Qui intrattiene i suoi clienti raccontando loro i suoi passati trionfi e aneddoti della sua grande carriera, mentre ogni mattina si reca al cimitero per andare a trovare sua moglie. Il cognato Paulie cerca inutilmente di riportarlo al presente, ma Rocky è ancora legato alla figura di Adriana ed al ricordo della boxe. Dopo tanti anni Rocky incontra Marie, una conoscenza legata all'infanzia di lei, che vive ora con un figlio, avuto da un rapporto con un giamaicano, e lavora presso il vecchio bar del quartiere. Rocky decide di assumerla al suo ristorante, affezionandosi sia a lei che a suo figlio.
Un giorno viene proposta in TV una simulazione al computer: una sfida virtuale fra l'attuale campione mondiale dei pesi massimi Mason "The Line" Dixon e Rocky Balboa. L'esito della simulazione dà per vincente Rocky. Il campione del mondo Dixon, nonostante vinca tutti gli incontri, non gode di una grande simpatia da parte dei fan perché spesso vince in un solo round e offre uno scarso spettacolo agli appassionati. Così, facendo leva sul successo televisivo di questa simulazione e venuti a conoscenza che Rocky Balboa ha dichiarato pubblicamente di voler tornare a combattere (sia pure in incontri di modesto livello), gli agenti di Dixon tentano allora di convincerlo a tornare sul ring contro il campione per un match di esibizione. Rocky, dopo aver ottenuto dalla commissione medica pugilistica americana l'idoneità fisica per combattere, accetta la sfida di Dixon.
Rocky viene scoraggiato dal figlio Robert e dal cognato Paulie, che non vedono di buon occhio questa decisione, ma per tornare a rivivere le emozioni del passato accetta lo stesso: dentro di lui è ancora vivo l'istinto del combattente. Il suo vecchio amico Duke decide di prepararlo sulla potenza, in quanto Rocky non può più sfruttare l'agilità. Così, dopo pesantissimi allenamenti, Rocky si prepara ad affrontare Dixon. Nel frattempo l'attuale campione, nonostante le indicazioni del suo allenatore, si allena a modo suo. Arriva il gran momento e Rocky si presenta in gran forma, ma i telecronisti lo danno già per sconfitto. L'inizio dell'incontro vede Dixon in netto vantaggio su Rocky, ma si infortuna alla mano sinistra dopo aver colpito l'anca di Rocky e questi riesce a dimostrare le sue doti,  mettendo al tappeto il campione. Giunti al 10º round, Rocky e Dixon sono stremati, finché il campione non mette al tappeto lo Stallone Italiano. L’incontro sembra finito, ma Rocky ha improvvisamente una visione di Adriana e del suo glorioso passato che lo sprona a reagire davanti alle intemperie della vita, esattamente come aveva detto poco tempo prima al figlio, riuscendo così a rialzarsi ed a colpire ripetutamente Dixon fino alla fine della ripresa, sferrando inoltre l’ultimo colpo del match che per poco non manda al tappeto il campione. Dixon vince ai punti, con verdetto non unanime. I due pugili dimostrano comunque rispetto l'uno all'altro. Dixon ringrazia Rocky per averlo affrontato e quest'ultimo fa altrettanto. Il pubblico continua a gridare forte il nome di Rocky che, allontanandosi dal ring, raccoglie un'ovazione da parte del pubblico. 
Tempo dopo, Rocky va quindi al cimitero con un gran mazzo di rose rosse per salutare la moglie Adriana, ringraziandola per avergli sempre dato la forza di andare avanti.

## Produzione
Alla fine degli anni novanta, Sylvester Stallone concepì l'idea di continuare la saga di Rocky. I motivi di questa decisione erano due: Stallone voleva riscattare l'insuccesso di Rocky V, che raccolse alla sua uscita gli sfavori della critica e del pubblico, e riconquistare popolarità dopo un lungo periodo di lontananza dalle scene.
Nonostante in un primo tempo la casa di produzione statunitense MGM, che deteneva i diritti su Rocky, avesse deciso di bocciare il progetto, negli anni duemila i Revolution Studios proposero di finanziare il film (attraverso una partnership con la stessa MGM e la Columbia), stanziando un budget di 25 milioni di dollari. Stallone prese solo un piccolo anticipo, contando di monetizzare sui profitti, similmente a come fece con il primo Rocky, costato appena 1,1 milioni di dollari e capace di fruttarne ben 225. Il film fu annunciato nell'ottobre 2005.
Il montaggio originale di Stallone durava circa due ore e mezza e venne proposto in una speciale anteprima. Questo prima che la MGM chiedesse a Stallone di tagliare alcune scene, riducendo la pellicola alla durata di un'ora e quarantacinque minuti. Rocky Balboa fu girato con quattro finali diversi in modo da non rovinare la conclusione del film alla folla presente alle riprese. Oltre al finale originale, quelli alternativi vedevano: Rocky perdere il match per K.O., Rocky vincere il match ai punti (unico dei finali alternativi presenti nell'edizione DVD) e Rocky vincere il match per K.O.

### Sceneggiatura
Stallone nella stesura della sceneggiatura venne in parte influenzato dalla sua vita personale. Dopo la crisi di popolarità e gli anni di inattività dal mondo del cinema stava cercando «qualcosa per cui combattere» e pensò di far rivivere questa situazione anche al personaggio di Rocky. Nel 1994, invece, lo sceneggiatore si interessò al caso mediatico sollevato da George Foreman che, all'età di 45 anni, riconquistò il titolo mondiale, diventando il più anziano campione mondiale dei pesi massimi di sempre. Fu così che Stallone cominciò a delineare la trama, incentrata su un Rocky vedovo di Adriana che decide di reagire alla perdita, tornando a combattere sul ring per un ultimo incontro. «Quando il cuore ti viene strappato dal corpo, devi fare qualcosa», dichiarò Stallone, «c'è chi scrive, chi dipinge. Lui [Rocky] invece lo fa attraverso il dolore: l'unica sensazione che lo fa sentire vivo. Se subisci una forte perdita, credo che l'unico modo di affrontarla sia farla esplodere».
Stallone voleva ideare qualcosa di vicino allo spirito dell'originale Rocky. In Rocky Balboa, il personaggio principale, per molti versi è tornato allo stesso tipo di vita che conduceva nel primo film. «È ritornato dove si trovava all'inizio, tutto solo, a parte il fatto di aver perso la sua ingenuità», dichiarò Stallone. «È molto concreto e ha una certa tranquillità interiore. Porta un peso enorme sulle spalle, ma da esso scaturisce anche una sorta di illuminazione profonda. Sa più cose di prima e cerca di comunicare maggiormente. Non ha più molta voglia di litigare, come avveniva un tempo». Il produttore Charles Winkler sottolinea che Rocky Balboa rappresenta il punto d'arrivo della decennale ricerca di Stallone per trovare un degno finale al personaggio di Rocky, «con una storia che potesse restituire fiducia a tutti». Il trattamento originale prevedeva la presenza di Adriana. Il personaggio venne scartato quando Stallone capì che avrebbe dovuto fornire più motivazioni al ritorno di Rocky sul ring. Eliminò quindi Adriana dalla sceneggiatura e decise di iniziare il primo atto con Rocky sulla tomba della defunta moglie. Nonostante non appaia fisicamente, il personaggio di Adriana «rimane una presenza fondamentale nella vita di Rocky anche in questo film».
Per quanto riguarda il tema spirituale affrontato dal film, secondo Stallone l'età è l'elemento centrale dell'opera. L'autore spiegò di aver voluto mostrare come, per quanto si possa essere spaventati dal tempo che passa, l'età non ha limite per realizzare i propri sogni. Disse Stallone: «Rocky ha bisogno di gareggiare a dispetto della sua età [...]. Un pugile può perdere con gli anni il suo smalto atletico e l'abilità, ma i vecchi combattenti hanno ancora il pugno. Il pugno è l'ultima cosa che si perde».

### Cast

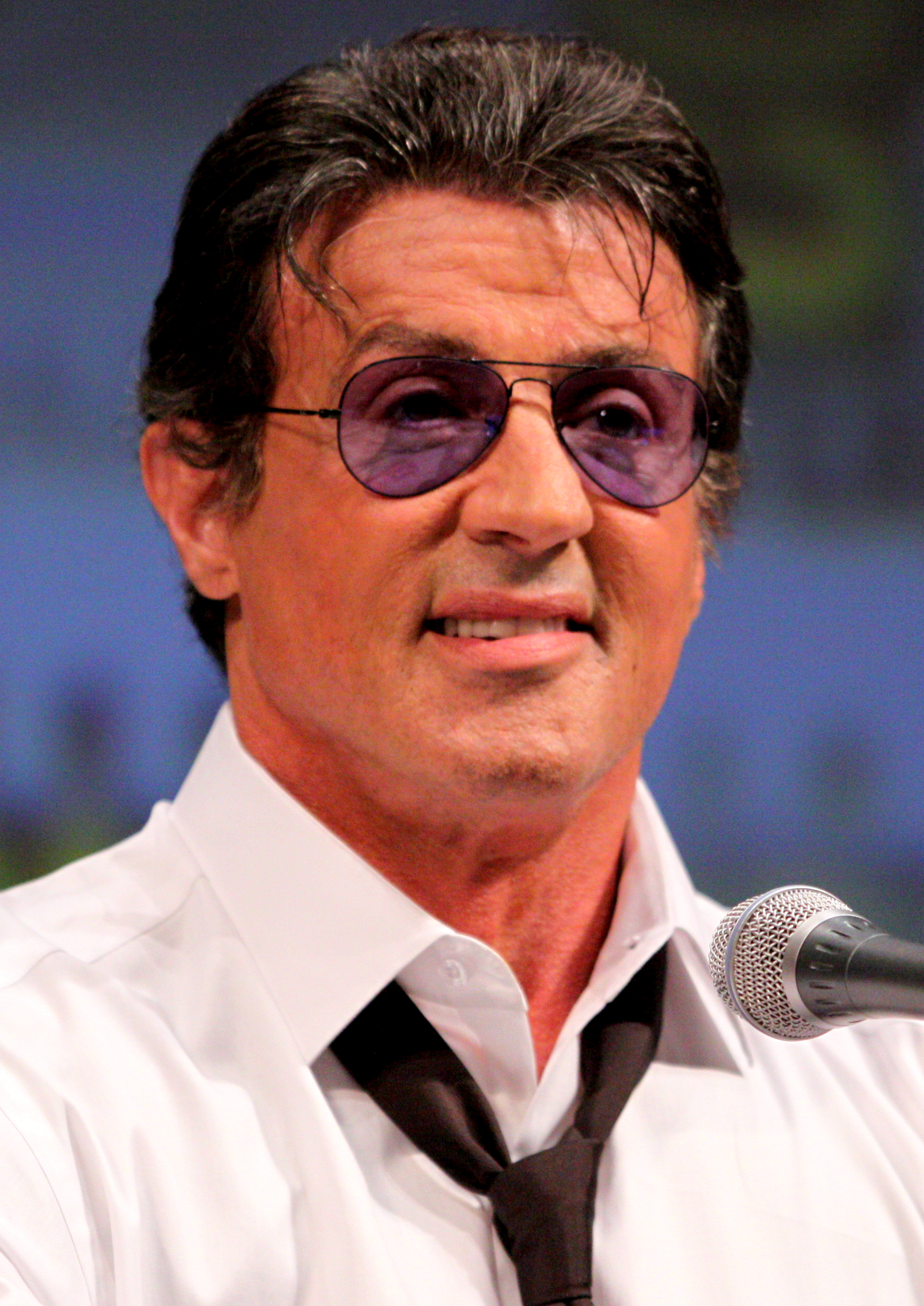
Sylvester Stallone riprende per la sesta volta il ruolo di Rocky Balboa

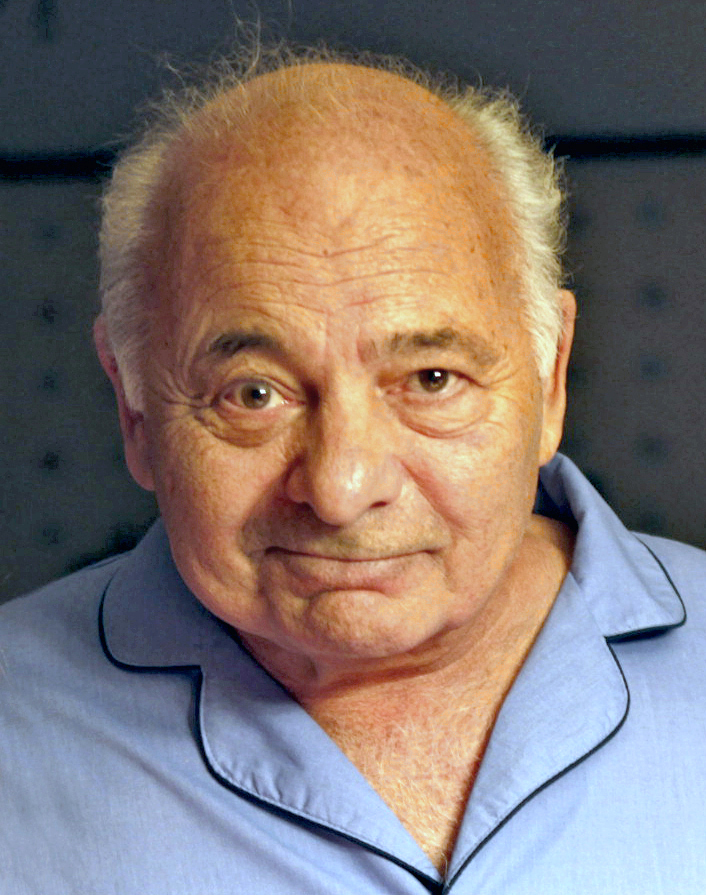
Burt Young riprende per la sesta volta il ruolo di Paulie Pennino

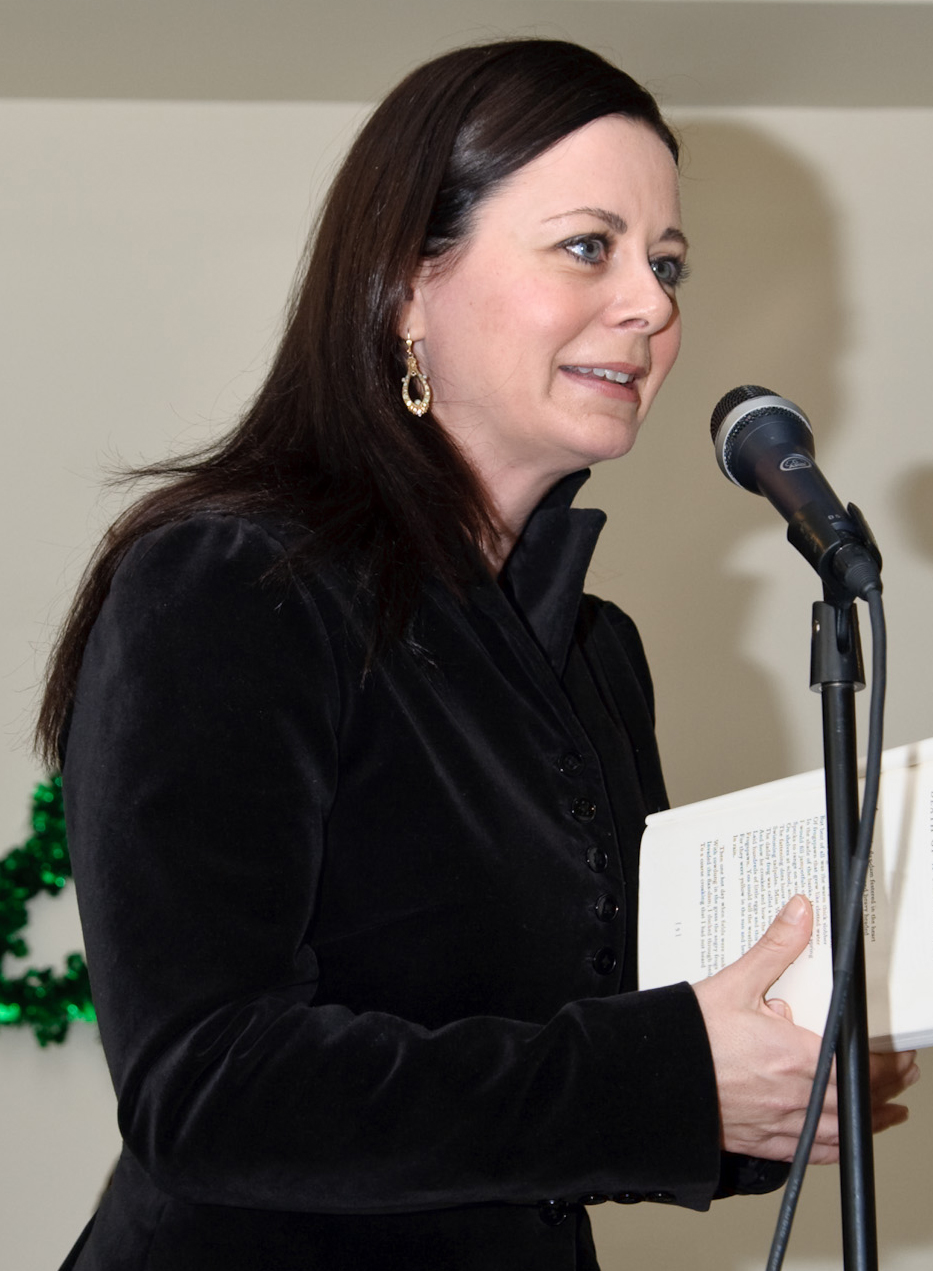
Geraldine Hughes interpreta il ruolo di Marie

Non volendo puntare su gente famosa, Stallone si concentrò su un casting sconosciuto. «Si perde il senso della realtà quando si utilizzano dei volti troppo familiari», spiegò l'attore e regista.
- Milo Ventimiglia interpreta Robert Balboa, Jr. che, ormai adulto, vive all'ombra del padre. «È un rapporto emotivo decisamente scarso quello che ha con il figlio, anche se lui rappresenta l'ultimo legame che ha con la moglie», raccontò Stallone. «Il figlio ha lo stesso problema di molti ragazzi che vivono all'ombra di un padre di successo. Non può competere con lui, ma in realtà non dovrebbe neanche provarci. Così, ha scelto di vivere, vestirsi, muoversi e agire esattamente all'opposto di suo padre».[11] Per la parte era stato considerato Sage Stallone, figlio di Sylvester Stallone, che aveva già interpretato il ruolo in Rocky V. Stallone raccontò di avere cambiato idea perché temeva che la gente vedesse nei conflitti tra Rocky e il suo erede un possibile parallelismo nel suo rapporto con il suo decisamente meno famoso figlio (deceduto tra l'altro nel 2012 per arresto cardiaco).[2]
- Geraldine Hughes interpreta Marie, una madre single che da adolescente aveva imprecato contro Rocky, dopo che lui l'aveva accompagnata a casa e salvata da un futuro di delinquenza giovanile. L'attrice, al suo debutto cinematografico, notò che, nonostante Rocky e Marie siano impegnati in un abbozzo di relazione, il protagonista non può ancora superare la perdita di Adriana. «Sia Adriana che Talia Shire, che ha creato questo ruolo, sono assolutamente insostituibili», dichiarò la Hughes. «Lei rimane una presenza fondamentale nella vita di Rocky anche in questo film. Marie e Rocky compiono insieme un percorso magnifico nel corso della storia, ma non si tratta di una storia romantica. Loro sono completamente soli. Marie si sente invisibile e Rocky si prende il tempo di fermarsi a guardarla, per poi portarla con sé in questa nuova avventura».[11] Il personaggio di Marie era stato interpretato nel primo film da Jodie Letizia. Secondo il suo avvocato, Stallone le aveva promesso che avrebbe ripreso il suo ruolo di Marie anche nel sesto film. Quando Letizia apprese che Geraldine Hughes era stata scelta per il ruolo, presentò una querela contro Stallone, affermando che lei aveva cancellato il suo intero programma di lavoro per prepararsi alle riprese.[9]
- James Francis Kelly III interpreta Steps, il figlio di Marie. Mentre suo figlio è così distante da lui, Rocky instaura un legame con Steps, e alla fine lo invita a lavorare da lui nel ristorante. «Steps ci mette un po' a fidarsi di Rocky e quando lo vede per la prima volta si aspetta il peggio», rivelò Kelly, «Ma rapidamente, capisce che Rocky non è una persona cattiva, anzi è anche simpatico».[11]
- Antonio Tarver interpreta Mason Dixon.[15] Per interpretare il personaggio, Stallone voleva un vero pugile: «Considerando che avevamo deciso di rimetterci in gioco per l'ultima volta, perché non concludere con un vero pugile, qualcuno che non avesse mai vissuto la magia della finzione cinematografica?». La scelta ricadde su Roy Jones Jr., ma questi snobbò le telefonate di Stallone.[16] Così, la parte andò ad Antonio Tarver, l'allora campione dei pesi mediomassimi. Impegnato nelle prove già cinque settimane prima dell'inizio delle riprese, il mancino Tarver dovette prendere circa 10 chili per passare dalla condizione di peso mediomassimo a quella di peso massimo. All'inizio del periodo di prove, Tarver dovette adeguarsi alle esigenze cinematografiche. «Il combattimento reale non era il problema di Tarver», spiegò il co-produttore Guy Reidel. «Ma ha dovuto imparare la coreografia necessaria per ogni pugno, per essere certo che fosse adeguato alle esigenze drammatiche di un particolare momento».[11]  «Mason non capisce perché il pubblico non sia dalla sua parte», dichiarò Tarver. «È soltanto nel momento in cui si trova nel ring con Rocky, in cui deve dare il massimo o essere sconfitto, che comprende che il rispetto si deve guadagnare. Per molti aspetti, lui sta combattendo per la sua stessa vita».[11] Secondo Stallone, Tarver si rifiutò di iniziare le riprese fino a quando non gli fossero stati garantiti più soldi. Stallone fu costretto a dare una gran parte del suo compenso per pagare il pugile e convincerlo ad iniziare le riprese.[9]
- Don Sherman interpreta Andy, il barista e amico di Rocky apparso nel primo, nel terzo e nel quinto film della saga. Il personaggio aveva in origine un ruolo più consistente, ma la scena fu tagliata al montaggio finale.[9]
- Pedro Lovell interpreta Spider Rico, il pugile sconfitto da Rocky nella scena di apertura del primo film della saga.[9]

Per dare ancora maggiore autenticità alla storia, i produttori ingaggiarono i veri commentatori Jim Lampley, Larry Merchant e Max Kellerman per interpretare se stessi, mentre Michael Buffer si calò nei panni dello speaker sul ring per l'incontro Dixon-Balboa, promosso con lo slogan "The Rage Against The Age" (letteralmente, "La rabbia contro gli anni"). Il pugile Mike Tyson interpretò se stesso nel film, in maniera simile a quanto fatto da Joe Frazier durante l'incontro Apollo-Rocky nel primo film.
Oltre a Stallone, gli altri due attori presenti durante l'intero arco della storia di Rocky sono Burt Young (Paulie) e Tony Burton (Tony).
Si dice che Carl Weathers abbia chiesto molti soldi a Stallone per permettere a quest'ultimo di inserire alcune immagini di Apollo durante la pellicola. Stallone non prese bene la cosa e, stupito dell'avidità di Weathers, lo soprannominò Apollo Greed parafrasando il cognome di Apollo, Creed. Greed significa appunto "avidità". Per questa ragione nel film non compare nessuna immagine o video di Apollo Creed.
Nel film era previsto un cameo per Mr. T, che declinò perché impegnato in altri progetti. Nella scena della spesa nel mercato italiano si può comunque notare un uomo seduto sulla strada con un ciondolo al collo a forma di "T", dalle fattezze appunto molto simili all'attore.

### Riprese
Con delle risorse limitate e solo cinque settimane per le riprese, Stallone utilizzò uno stile registico molto parsimonioso e poco elaborato, che a suo avviso si sposava bene con i principi fondamentali del film. «Nessun carrello, molta macchina a mano, niente gru e in generale nessuna inquadratura troppo complicata», dichiarò l'attore e regista. Le prime riprese furono in programma a Las Vegas, teatro dello scontro tra Rocky e Mason Dixon. Stallone aveva appena terminato un regime di allenamento molto duro ed era in ottima forma, una condizione che avrebbe perso man mano che le riprese fossero andate avanti. Di conseguenza, le scene di combattimento avrebbero dovuto essere girate per prime.

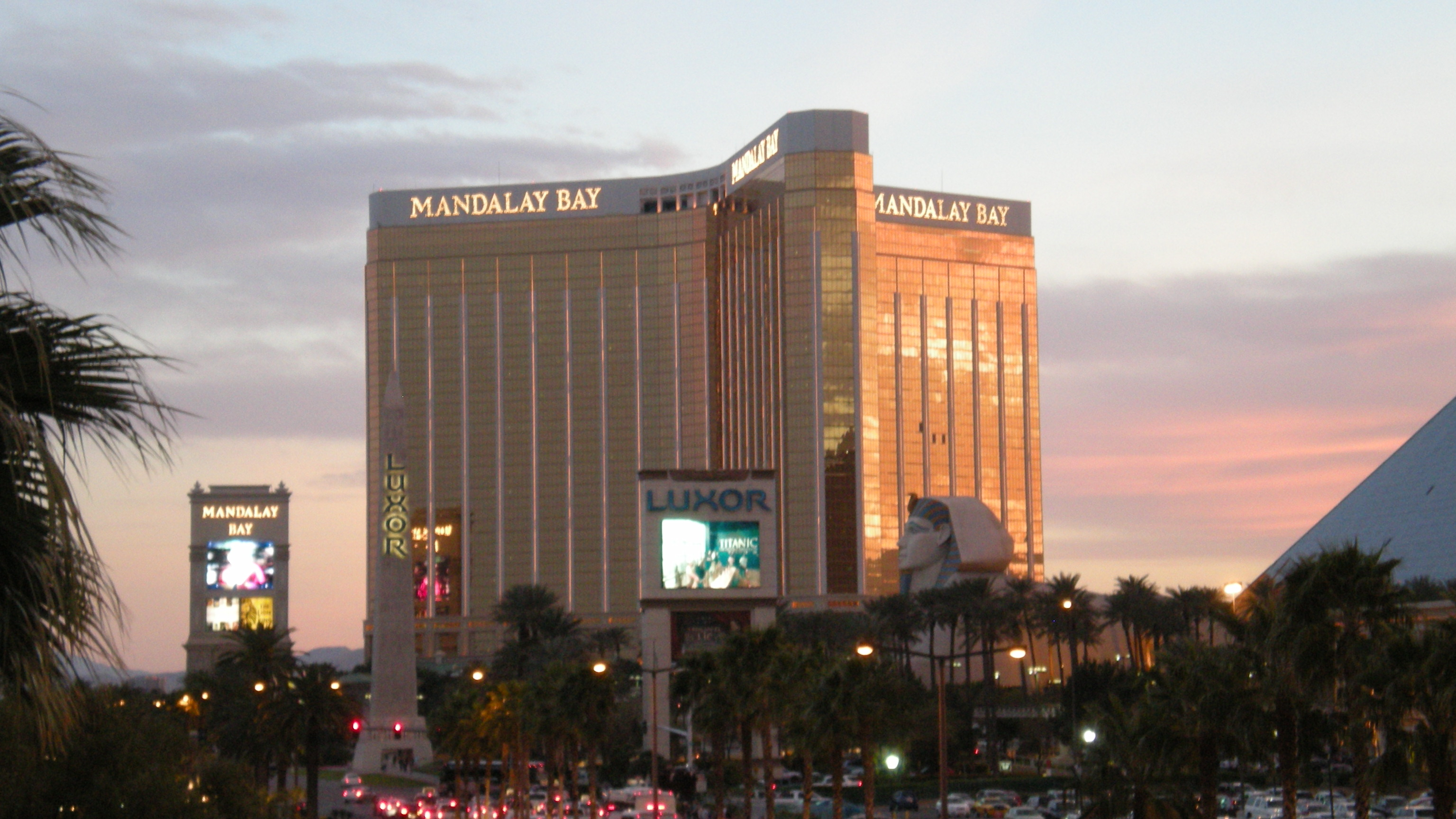
Il Mandalay Bay Resort and Casino, teatro dell'incontro tra Rocky e Dixon

Con la data di inizio delle riprese all'orizzonte, i realizzatori iniziarono a cercare un luogo adatto per il pugilato. Stallone era al corrente che la HBO aveva in programma un incontro da trasmettere in pay-per-view, quello tra Bernard Hopkins e Germaine Taylor a Las Vegas. Stallone ebbe l'idea di sfruttare quell'evento e utilizzare una folla che la produzione avrebbe avuto difficoltà a procurarsi, se avesse dovuto pagare le comparse. L'incontro, tuttavia, era in programma due settimane prima. Stallone, dunque, decise di anticipare di due settimane l'avvio delle riprese. La produzione iniziò quindi le trattative con la HBO e il Mandalay Bay Resort and Casino, dove si dovevano svolgere le riprese, per assicurarsi il vantaggio di un combattimento in un luogo reale. Il giorno dell'incontro la HBO concesse alla produzione di sfruttare il pubblico venuto ad assistere all'incontro tra Hopkins e Taylor, permettendo inoltre a Rocky di entrare nel palazzetto esaurito in ogni ordine di posti, camminare lungo il passaggio in mezzo al pubblico e salire sul ring con sei cineprese che inquadravano la scena. Per Stallone, il combattimento finale doveva essere il più realistico possibile. «Quando vediamo questi due pugili che si colpiscono, non c'è traccia di finzione hollywoodiana», dichiarò il produttore David Winkler. Durante l'allenamento, Stallone si ruppe le dita dei piedi e delle mani, mentre durante l'incontro con Tarver subì una lieve frattura a causa di un pugno dell'avversario.

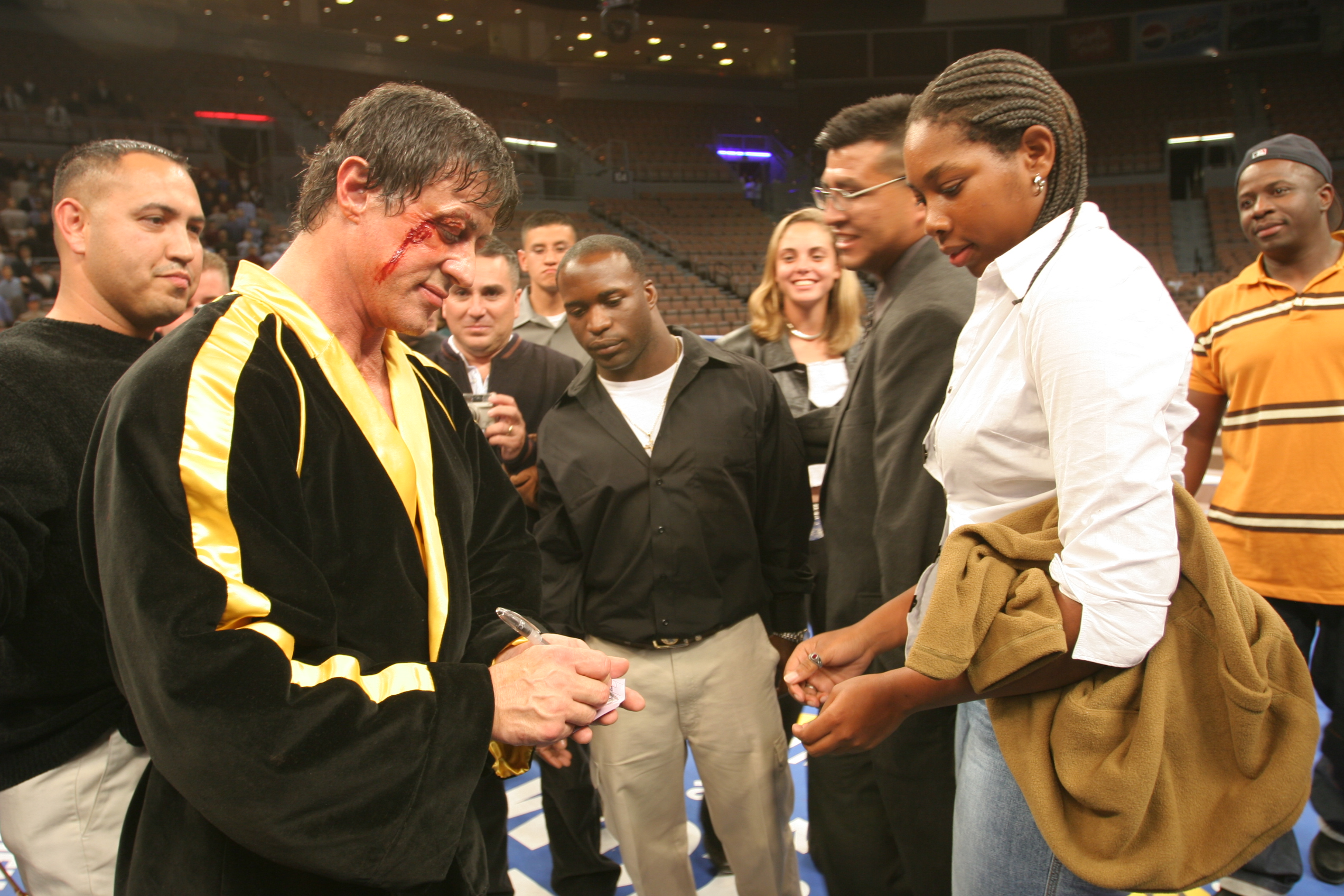
Sylvester Stallone nei panni di Rocky Balboa, durante le riprese del film, mentre firma degli autografi.

Dopo una settimana passata a Las Vegas, la produzione si recò a Los Angeles per 16 giorni di riprese che integrassero le scene da girare a Philadelphia. La più importante e impegnativa delle location di Los Angeles fu quella di Bro Pack Meats a Pico Rivera, che rappresenta nella pellicola il luogo di lavoro di Paulie negli ultimi trent'anni. Essendo una struttura ancora in funzione, la fabbrica non poteva essere chiusa per agevolare il compito della produzione e la troupe dovette adeguarsi agli orari di lavoro del personale. Mentre i realizzatori lavoravano al Bro Pack Meats, il set fu visitato dall'allora governatore della California Arnold Schwarzenegger, grande amico di Stallone e un tempo suo principale rivale nei film d'azione, che conferì all'attore e regista un certificato che lo ringraziava per il sostegno fornito all'industria cinematografica californiana.
Le riprese mancanti furono girate a Philadelphia. Stallone voleva mostrare il mondo di Rocky per come è realmente, non in una versione patinata tipicamente hollywoodiana, ma facendo vedere una realtà decisamente dura e realistica. Di conseguenza, neanche un'inquadratura del film fu effettuata in un teatro di posa. Stallone lavorò assieme al direttore della fotografia Clark Mathis per infondere al film lo stile povero che cercava. Disse Stallone: «Alcune scene sono frenetiche e confuse. Invece, quando ho girato le sequenze con Dixon, tutto era molto luminoso e sterile, non c'era nessun significato drammatico nella luce. Volevo mostrare che la sua vita non ha colore, ombre o atmosfera, almeno fino al combattimento». Delle folle entusiaste di fan di Rocky attendevano la troupe ad ogni angolo, ma dovunque erano quasi sempre molto rispettosi e cooperativi. Il giorno in cui la produzione dovette girare la sequenza in cui Rocky corre sulle scale del Philadelphia Museum of Art con il suo cane Punchy, la sceneggiatura prevedeva che nevicasse, ma durante le riprese cadeva soltanto qualche sparuto fiocco. Improvvisamente cominciò a nevicare copiosamente, permettendo a Stallone e alla troupe di completare la scena. Le altre location utilizzate a Philadephia furono il vecchio cimitero di Laurel Hill, la fabbrica di Tasty Cake, il Cira Centre, un ufficio moderno dietro alla Penn Station, il quartiere di Kensington e il municipio.

## Colonna sonora
Bill Conti tornò a comporre la colonna sonora per Rocky Balboa dopo aver composto la colonna sonora del primo, del secondo, del terzo e del quinto episodio del franchise. Bill Conti ripropose tutti i temi musicali dei film precedenti, limitandosi a scrivere solo un nuovo tema che rappresentasse il carattere di Marie. La colonna sonora fu registrata nell'estate 2006 presso il Capitol Studios di Hollywood. A molte registrazioni fu presente anche l'attore, regista e sceneggiatore Sylvester Stallone.
In aggiunta, il film presenta tracce originali eseguite da Natasha Bedingfield, Three 6 Mafia e Frank Stallone, nonché brani classici come High Hopes di Frank Sinatra e Oooh Baby Baby dei The Miracles. Tra i brani originali il più significativo è il brano di Diane Warren Still Here, eseguito da Bedingfield.

### Tracce
1. Gonna Fly Now
2. Rocky: Yo Adrian!
3. Eye of the Tiger (Survivor)
4. Adrian: The One Thing - Win!
5. Going the Distance
6. Rocky: The Pursuit of Happiness
7. Living in America (James Brown)
8. Redemption
9. Fanfare for Rocky
10. Duke: You Know What You Gotta Do
11. Burning Heart (Survivor)
12. Conquest
13. Adrian
14. Rocky: 'Cause I'm a Fighter
15. No Easy Way Out (Robert Tepper)
16. Rocky: Go the Distance
17. Rocky's Reward
18. Alone in the Ring
19. Rocky: Everybody Can Change!
20. Heart's on Fire (John Cafferty)
21. Can't Stop the Fire
22. Mickey
23. Overture
24. Rocky: Ain't Nothin' Over 'Til it's Over
25. It's a Fight (Three 6 Mafia)
26. Gonna Fly Now (John X Remix)

## Promozione
Durante la promozione del film in Australia, il 16 febbraio 2007, Stallone venne fermato dai funzionari doganali all'aeroporto di Sydney e fu trovato in possesso di alcune fiale (48) di Somatotropina, noto anche col nome GH (Growth Hormone), cioè Ormone della Crescita. I rappresentanti della legge australiana indagarono sull'attore statunitense che, successivamente, riconobbe la sua colpevolezza per uso di sostanze dopanti.

## Distribuzione

### Data di uscita
Le date di uscita cinematografiche internazionali del film furono:
- 20 dicembre 2006 negli Stati Uniti (in origine il film era previsto nel Presidents' Day[25])
- 22 dicembre 2006 in Canada
- 5 gennaio 2007 in Danimarca e Finlandia
- 11 gennaio 2007 in Hong Kong e Nuova Zelanda
- 12 gennaio 2007 in Spagna, Italia, Messico, Norvegia, Panama e Taiwan
- 18 gennaio 2007 in Inghilterra, Paesi Bassi, Irlanda e Svezia
- 24 gennaio 2007 in Francia
- 25 gennaio 2007 in Georgia, Israele e Russia
- 26 gennaio 2007 in Estonia
- 31 gennaio 2007 in Belgio
- 2 febbraio 2007 in Islanda e Venezuela
- 8 febbraio 2007 in Germania e Portogallo
- 9 febbraio 2007 in Austria e Brasile
- 14 febbraio 2007 in Corea del Sud
- 21 febbraio 2007 in Kuwait
- 22 febbraio 2007 in Australia e Grecia
- 28 febbraio 2007 in Egitto
- 1º marzo 2007 in Argentina, Repubblica Ceca, Singapore, Slovacchia e Thailandia
- 2 marzo 2007 in Lettonia
- 9 marzo 2007 in Polonia
- 15 marzo 2007 in Ungheria
- 16 marzo 2007 in Turchia
- 22 marzo 2007 in Slovenia
- 23 marzo 2007 in Uruguay
- 28 marzo 2007 nelle Filippine

### Edizione italiana
Il doppiaggio italiano del film fu eseguito dalla C.I.S. presso la Fono Roma Film Recording e diretto da Claudio Sorrentino su dialoghi di Flavio De Flaviis. Nessun doppiatore dei film precedenti tornò nel proprio ruolo.

### Home video
Il 4 luglio 2007 è stata distribuita la versione in DVD Rocky Balboa. La colonna sonora è stata distribuita il 12 gennaio 2007. Distribuita da EMI, il CD è composto da musiche di genere pop e rock internazionale. Nel 2007 è uscito l'omonimo videogioco esclusivamente su PSP.

## Director's cut
Nel 2024 in concomitanza dell'uscita del film in 4K, è stata diffusa una director's cut della durata di 116 minuti.

## Accoglienza

### Incassi
Rocky Balboa debuttò al secondo posto nei cinema statunitensi, dietro a La ricerca della felicità di Gabriele Muccino, incassando 12,5 milioni di dollari nel primo weekend (22,1 milioni in tutto il mondo, in 5 giorni). In Italia, il film esordì al secondo posto, sempre dietro a La ricerca della felicità, incassando nel fine settimana quasi 3 milioni di euro con una media di 8.667 in 331 sale.
A fine corsa, Rocky Balboa incassò 70.269.899 $ negli Stati Uniti e 85.449.806 $ nel resto del mondo, arrivando ad un incasso globale di 155.721.132 $ in tutto il mondo.

### Critica
Quando si seppe che Sylvester Stallone era al lavoro su Rocky Balboa, molti critici hollywoodiani iniziarono a sbeffeggiare la pellicola ancor prima della sua uscita. Stallone diventò l'obiettivo favorito per le battute di molti talk show, cominciando da David Letterman. L'attore e regista, tuttavia, non si curò delle critiche: «Sono da sempre uno sfavorito. Uno cui piace combattere col pronostico contrario. A volte vinci, a volte perdi: ma il gusto della sfida non te lo toglie nessuno. Non capisco tanto risentimento nei miei confronti. Questa gente giudica senza neppure aver letto la sceneggiatura».
Alla sua uscita, Rocky Balboa vinse l'iniziale scetticismo e ottenne buone recensioni dalla stampa statunitense, specie per la prova recitativa di Stallone e per la sceneggiatura che ritornava «all'autenticità e all'emotività del primo Rocky». Il produttore William Chartoff disse che «sebbene Rocky Balboa sia in effetti l'ultimo sequel in ordine di tempo, per molti aspetti è l'episodio più simile all'originale». Il sito Rotten Tomatoes ha riportato che il 78% delle 184 recensioni professionali ha dato un giudizio positivo sul film, con una media di voto di 6,6 su 10. Su Metacritic il film ha avuto un punteggio di 63 su 100 in base a 36 recensioni.
In Italia, Maurizio Porro del Corriere della Sera disse che il film era «un inno alla retorica» e che Stallone aveva firmato «una storia fiacca e inerte». Lietta Tornabuoni de L'Espresso elogiò la recitazione di Stallone, ma definì il film «bruttino e banale, realizzato a risparmio». Paolo D'Agostini (La Repubblica) assegnò al film il giudizio di 3 stelle su 5, definendolo «pieno di sentimento e di anima». Adriano De Carlo (Il Giornale) elogiò l'ultima pellicola di Rocky, dichiarando: «Con sincero slancio Stallone ripresenta il suo eroe, bolso oltre ogni immaginazione, a torso nudo davvero inguardabile. Eppure la vicenda funziona come racconto popolare, irrealistico ma ricco di simpatia, di sentimenti emarginati da una nuova società, di un calibrato sentimentalismo che non esclude l'ironia». Per Alessandra Levantesi (La Stampa), «Rocky Balboa offre una messinscena poveristica, una storiellina crepuscolare ed edificante, immagini arrangiate e recitazione sindacale». Dario Zonta de L'Unità scrisse che «Rocky Balboa è, in tutto e per tutto, l'apologia di un mito».

## Riconoscimenti
- 2009 - Satellite Award
  - Nomination per il Miglior Blu-ray insieme a tutti gli altri film della saga per il cofanetto[38]

## Citazioni e riferimenti

### Riferimenti ad altri film della saga e Easter Egg
- Il film contiene flashback di ogni film della serie tranne che di Rocky V.[9]
- In questo capitolo, non viene fatto cenno alcuno dei danni cerebrali che erano stati diagnosticati a Rocky nel precedente capitolo, danni che erano stati giudicati irreversibili. Il fatto che la Commissione tecnica reputi il pugile in perfette condizioni fisiche ci fa capire che il problema in realtà era reversibile e si è risolto completamente. Stallone, in seguito in un'intervista, confermerà che i danni al cervello diagnosticati a Rocky sono scomparsi grazie alle nuove tecnologie.[39]
- In una scena del film, Paulie chiede se Rocky è arrabbiato perché hanno tolto la sua statua (comparsa nel terzo e nel quinto film sulle scale del Philadelphia Museum of Art).[9]
- Nella scena al ristorante, quando Paulie vi si reca dopo il suo licenziamento dal mattatoio, Rocky gli dice di non sapere che a chi va in pensione regalano della carne anziché un orologio; Paulie risponde di non servirgli perché ne possiede già uno regalato da Rocky, questo é un possibile riferimento all'inizio di Rocky III quando, dopo la sua scarcerazione accompagnato da Rocky ne gettó a terra uno regalato da quest'ultimo perché malfunzionante.
- Pur non essendo prevista nel copione originale, nel doppiaggio italiano Rocky, quando si riscalda con suo figlio dopo la conferenza stampa dell'incontro con Dixon, pronuncia la celebre frase "Ti spiezzo in due", che aveva pronunciato Ivan Drago prima del loro incontro in Rocky IV.
- Nella scena del combattimento Skill vs. Will (Balboa vs. Dixon), si sente tra il 5° e il 6° round, Paulie in una delle visioni distorte di Rocky, dire: Drago, Drago; questo è un riferimento sia a Rocky IV che a Rocky V, oltre a girarsi e vedere sotto forma di "visione" Adriana in un frame del 4° film della saga.
- Nel finale compaiono due Easter egg che ad occhio più attento, si possono individuare: il primo riguarda la scena di uscita dal ring, ove si vede una mano fantasma che saluta "lo Stallone Italiano",questi altri non e che Adriana,che dal Paradiso le ha dato il suo sostegno; il secondo riguarda la scena conclusiva,ove si vede Rocky scomparire dopo aver ringraziato Adriana, un riferimento al fatto che la sua lunga carriera di pugile sul ring, si è conclusa, fino a quel momento.

### Riferimenti ad altri film
- Quando Marie presenta a Rocky Balboa suo figlio, Rocky, volendo invitarli al suo ristorante, fa notare di avere le tasche sempre piene di cose; la stessa cosa veniva detta da Sylvester Stallone all'inizio di Rambo.

### Parodie
- Il personaggio di Rocky è stato parodiato nel film 3ciento - Chi l'ha duro... la vince (2008), diretto da Jason Friedberg e Aaron Seltzer.

## Spin-off
Rocky Balboa è stato seguito da tre spin-off della serie di film di Rocky: Creed - Nato per combattere, Creed II e Creed III. Creed - Nato per combattere, diretto da Ryan Coogler, è incentrato sul figlio illegittimo di Apollo Creed, Adonis Creed, che si reca a Filadelfia per chiedere a Rocky, interpretato per la settima volta da Stallone, di allenarlo e farlo diventare un campione del mondo del pugilato.